# Nürnberško jaje
Nürnberško jaje naziv je za maleni, ornamentalni sat pogonjen oprugom kojeg je početkom šesnaestog stoljeća u njemačkom gradu Nürnbergu izrađivao njemački urar Peter Henlein; pogrešno se smatra da je riječ o prvim džepnim satovima (njem. Taschenuhr). Ponekad se nosio kao privjesak na odjeći i stoga se smatra prvim ručnim satom. Ime je navodno dobio zbog svojeg okrugla oblika. No ovo se ime smatra mitom koji je nastao zbog pogrešnog prijevoda rečenice u Rabelaisu koji je učinio Johann Fischart 1571. Rabelais je rabio naziv Aeurlein (njem.: urica), a Fischart je to preveo kao Eierlein (njem.: jajce, malo jaje). Prvi ručni satovi, izrađeni u Henleinovo doba, nisu bili okrugli nego cilindrični. (Jedna poznata iznimka je najranije datiran sat iz 1530. godine za kojeg se zna da je bio u vlasništvu Philippa Melanchthona, trenutno Waltersova umjetničkog muzeja u Baltimoreu.) Okrugli jajoliki satovi na ogrlicama ušli su u modu kasnije tijekom stoljeća, što je vjerojatno doprinijelo pogrešnom prijevodu.